# Кортунов, Сергей Вадимович
Серге́й Вади́мович Кортуно́в (11 июня 1956, Москва — 9 октября 2010, там же) — советский и российский политолог. Кандидат исторических наук (1982), доктор политических наук (2005), профессор. Действительный государственный советник РФ 2-го класса. Брат Андрея Кортунова и Вадима Кортунова.

## Биография

### Образование
В 1979 году окончил Московский государственный институт международных отношений (МГИМО) МИД СССР как специалист по международным отношениям со знанием иностранных языков.

### Дипломатическая и научная деятельность
В 1982 году защитил диссертацию на соискание учёной степени кандидата исторических наук по теме «Эволюция военно-политического мышления американских правящих кругов в 70-е — начале 80-х гг.» (специальность 07.00.05 — история международных отношений и внешней политики).
С 1982 года на дипломатической и государственной службе:
- 1982—1991 — работал в МИД СССР (участвовал в многосторонних переговорах по разоружению: ЯКВ, РСМД, СНВ-1, Конференция по разоружению в Женеве, Конвенция по запрещению химоружия, Первый Комитет Генассамблеи ООН, Комиссия ООН по разоружению; в переговорах основных экспортеров оружия, РКРТ, переговорах по гармонизации национальных систем экспортного контроля и т. д.)
- 1991—1994 — начальник Управления экспортного контроля и конверсии МИД РФ
- 1994—1996 — консультант, референт Помощника Президента РФ по национальной безопасности
- 1996—1998 — заместитель руководителя аппарата Совета обороны РФ, начальник международно-аналитического отдела
- 1998—2001 — советник руководителя Администрации Президента РФ с поручением курировать выполнение Указов Президента о подготовке к празднованию третьего тысячелетия и 2000-летия христианства; исполнительный директор Комитета по встрече третьего тысячелетия
- 1998—2002 — вице-президент Внешнеполитической ассоциации
- 2003—2004 — заместитель директора института стратегических оценок, Заместитель председателя Экспертного совета Комитета Совета Федерации по международным делам
- 2004—2005 — начальник Управления анализа и прогноза ОАО «ГАО ВВЦ»

В 2005 году в Российской академии государственной службы при Президенте Российской Федерации защитил диссертацию на соискание учёной степени доктора политических наук по теме «Безопасность в глобальном мире: эволюция российской политики»; научный консультант — доктор политических наук, профессор В. А. Явчуновская; официальные оппоненты — доктор юридических наук Ю. М. Батурин, доктор политических наук, профессор С. В. Смульский, доктор политических наук, доктор философских наук С. А. Модестов; ведущая организация — Институт мировой экономики и международных отношений РАН.
В период с 2005 по 2006 годы работал начальником Информационно-аналитического управления Федерации независимых оценщиков и экспертов Торгово-промышленной палаты России и заместителем генерального директора данной федерации. С 2006 года — заведующий кафедрой мировой политики Высшей школы экономики.
Участвовал в деятельности общественных академий: профессор Академии военных наук, действительный член Международной академии информатизации.